# Thomas Snagge
Thomas Snagge, né en 1536 et mort à Londres le 16 mars 1593, est un avocat et homme politique anglais.

## Biographie
Formé en droit à Gray's Inn, il est appelé au barreau en 1554, et fait carrière comme barrister (avocat plaidant) à Londres. Son mariage au début des années 1560 l'enrichit d'une grande propriété foncière dans le Bedfordshire. Vers 1569 il devient juge (recorder) à Bedford, et juge de paix pour le comté du Bedfordshire. En 1571, il entre en politique en étant élu député de ce comté à la Chambre des communes du Parlement d'Angleterre. Protestant modéré, il s'avère être un député actif, et siège à une diversité de commissions parlementaires. En septembre 1577, par l'intervention de Francis Walsingham, la reine Élisabeth Ire le nomme Procureur général pour l'Irlande (en), et donc membre du Conseil privé d'Irlande, chargé de la conseiller en matière d'affaires irlandaises. Il exerce cette fonction jusqu'en 1580, avec une efficacité remarquée.
En 1586 il siège à nouveau pour le Bedfordshire à la Chambre des communes d'Angleterre, puis est élu député de Bedford pour le parlement de 1589, où ses pairs l'élisent président de la Chambre. Il meurt à l'âge de 57 ans en 1593, et est inhumé dans le village de Marston Moreteyne.